# Белощёкий настоящий бюльбюль
Белощёкий настоящий бюльбюль (лат. Pycnonotus leucogenys) — вид птиц из семейства бюльбюлевых. Подвиды не выделяются.
Обитают в Центральной и Южной Азии. Вместе с несколькими другими бюльбюлями формируют комплекс видов. Живут на Индийском субконтиненте и в его окрестностях. Населяют Гималаи и местность вблизи них.
Длина около 18 см, размах крыльев 25,5—28 см. Средний вес 30 г. Голова, горло и гребень птицы черно-белые. Спина, бока и длинный хвост коричневые, низ бледно-желтый. Самцы и самки имеют похожее оперение. Песня представляет собой красивый свисток из 4 частей, напоминающий ускоренный свисток иволги.